# Vaimoso Soccer Club
Vaimoso Soccer Club é um clube de futebol samoano com sede em Apia. Foi fundado no ano de 1920.
Possui também as seções de rugby e voleibol.

## História
O primeiro registro do Vaimoso SC no futebol samoano foi na temporada 2010–11, em que foram campeões da segunda divisão. Não se sabe se o clube foi promovido na temporada 2011–12, pois não há registros dos clubes participantes na primeira divisão desse ano. Mas, no ano seguinte, eles aparecem na primeira divisão – tendo terminado em sexto lugar, com uma campanha de 10 vitórias, cinco empates e sete derrotas.

## Títulos
- Samoa First Division: 2010–11